# Championnat de Turquie de football de deuxième division 2011-2012
Navigation
Bank Asya 1. Lig 2010-2011 Ptt 1. Lig 2012-2013
Le championnat de Turquie de football D2 2011-2012 est un championnat qui oppose des équipes de football de deuxième division turque en 2011-2012. Le championnat oppose dix-huit clubs en une série de rencontres jouées durant la saison de football.
Les deux premières places de ce championnat permettent d'accéder directement en Süper Lig la saison suivante. Les quatre équipes suivantes sont qualifiées pour les barrages de promotion, qui déterminent la troisième équipe promue.

## Classement
mis à jour le 13 mai 2012
| Rang | Équipe               | Pts | J  | G  | N  | P  | Bp | Bc | Diff |
| ---- | -------------------- | --- | -- | -- | -- | -- | -- | -- | ---- |
| 1    | Akhisar Belediyespor | 63  | 34 | 17 | 12 | 5  | 46 | 28 | +18  |
| 2    | Elaziğspor P         | 61  | 34 | 18 | 7  | 9  | 45 | 30 | +15  |
| 3    | Rizespor             | 59  | 34 | 16 | 11 | 7  | 52 | 44 | +8   |
| 4    | Kasımpaşa R          | 59  | 34 | 16 | 11 | 7  | 50 | 39 | +11  |
| 5    | Konyaspor R          | 59  | 34 | 16 | 11 | 7  | 35 | 25 | +10  |
| 6    | Adanaspor AŞ         | 53  | 34 | 14 | 11 | 9  | 46 | 32 | +14  |
| 7    | Boluspor             | 51  | 34 | 13 | 12 | 9  | 40 | 33 | +7   |
| 8    | Kayseri Erciyesspor  | 46  | 34 | 12 | 10 | 12 | 43 | 39 | +4   |
| 9    | Kartalspor           | 45  | 34 | 11 | 12 | 11 | 37 | 32 | +5   |
| 10   | Denizlispor          | 45  | 34 | 11 | 12 | 11 | 51 | 46 | +5   |
| 11   | Tavşanlı Linyit      | 43  | 34 | 12 | 7  | 15 | 42 | 39 | +3   |
| 12   | Bucaspor R           | 43  | 34 | 12 | 7  | 15 | 45 | 53 | -8   |
| 13   | Göztepe Izmir P      | 41  | 34 | 11 | 8  | 15 | 36 | 43 | -7   |
| 14   | Gaziantep BB         | 40  | 34 | 9  | 13 | 12 | 36 | 37 | -1   |
| 15   | Karşiyaka            | 39  | 34 | 10 | 9  | 15 | 31 | 37 | -6   |
| 16   | Giresunspor          | 39  | 34 | 8  | 15 | 11 | 39 | 48 | -9   |
| 17   | Sakaryaspor          | 21  | 34 | 4  | 9  | 21 | 31 | 66 | -35  |
| 18   | Güngörenspor         | 17  | 34 | 2  | 11 | 21 | 24 | 58 | -34  |

Promotions et relégations
- Montée en Spor Toto Süper Lig 2012-2013
- Barrage de promotion pour Spor Toto Süper Lig 2012-2013
- Relégation en TFF 2. Lig

Abréviations
R : Relégué de Spor Toto Süper Lig 2010-2011

P : Promu de TFF 2. Lig

## Barrage de promotion

### Demi-finales 3-6
| 18 mai 2012 | Adanaspor AŞ                              | 3-1   | Rizespor          |                                                |                                                |
| 17 h 30     | Barbaros Barut 55e · Mbilla Etame 57e 60e | (0-0) | 62e Ousman Jallow | Stade 5 Ocak (Adana) Arbitrage : Süleyman Abay | Stade 5 Ocak (Adana) Arbitrage : Süleyman Abay |
| 17 h 30     | (rapport)                                 |       |                   | Stade 5 Ocak (Adana) Arbitrage : Süleyman Abay | Stade 5 Ocak (Adana) Arbitrage : Süleyman Abay |

| 22 mai 2012 | Rizespor  | 0-1   | Adanaspor AŞ     |                                                   |                                                   |
| 17 h 30     |           | (0-0) | 47e Yaser Yıldız | Yeni Rize Şehir (Rize) Arbitrage : Yunus Yildirim | Yeni Rize Şehir (Rize) Arbitrage : Yunus Yildirim |
| 17 h 30     | (rapport) |       |                  | Yeni Rize Şehir (Rize) Arbitrage : Yunus Yildirim | Yeni Rize Şehir (Rize) Arbitrage : Yunus Yildirim |

### Demi-finales 4-5
| 19 mai 2012 | Konyaspor | 0-2   | Kasımpaşa                             |                                                       |                                                       |
| 17 h 30     |           | (0-0) | 73e Adem Büyük · 81e Nikolay Dimitrov | Stade Konya Atatürk (Konya) Arbitrage : Özgür Yankaya | Stade Konya Atatürk (Konya) Arbitrage : Özgür Yankaya |
| 17 h 30     | (rapport) |       |                                       | Stade Konya Atatürk (Konya) Arbitrage : Özgür Yankaya | Stade Konya Atatürk (Konya) Arbitrage : Özgür Yankaya |

| 23 mai 2012 | Kasımpaşa                                     | 4-0   | Konyaspor |                                                                   |                                                                   |
| 17 h 30     | Nikolay Dimitrov 17e · Adem Büyük 45e 52e 67e | (2-0) |           | Stade Recep Tayyip Erdoğan (Istanbul) Arbitrage : Bülent Yildirim | Stade Recep Tayyip Erdoğan (Istanbul) Arbitrage : Bülent Yildirim |
| 17 h 30     | (rapport)                                     |       |           | Stade Recep Tayyip Erdoğan (Istanbul) Arbitrage : Bülent Yildirim | Stade Recep Tayyip Erdoğan (Istanbul) Arbitrage : Bülent Yildirim |

### Finale
| 27 mai 2012 | Adanaspor AŞ                               | 2-3 ap | Kasımpaşa                                             |                                                          |                                                          |
| 18 h 0      | 67e Rahman Oğuz Kobya · 90+4e Mbilla Etame | (0-1)  | 37e Gökhan Güleç · 72e Adem Büyük · 117e Azar Karadaş | Stade Ankara 19 Mayıs (Ankara) Arbitrage : Fırat Aydınus | Stade Ankara 19 Mayıs (Ankara) Arbitrage : Fırat Aydınus |
| 18 h 0      | (rapport)                                  |        |                                                       | Stade Ankara 19 Mayıs (Ankara) Arbitrage : Fırat Aydınus | Stade Ankara 19 Mayıs (Ankara) Arbitrage : Fırat Aydınus |